# Allan Jardén
Allan Gunnar Jardén, född 2 mars 1941 i Västra Skrävlinge församling, dåvarande Malmöhus län, är en svensk författare, poet och konstnär. 
Jardén är som konstnär autodidakt. Separat har han ställt ut på bland annat Galleri Gårdinger, Eksjö museum och med Sävsjöbygdens Konstförening. Hans konst består av mariner och kustbilder med fartyg i olika situationer samt bokillustrationer i akvarell, gouache och tusch. Jardén är representerad vid Eksjö museum, Eksjö kyrka, Hemvärnsgården Eksjö, Servicehuset Tuvehagen i Eksjö, Rönneberga kursgård på Lidingö och Vällinge Herrgård.